# عزرا أميس
عزرا أميس (بالإنجليزية: Ezra Ames)‏ هو رسام أمريكي، ولد في 5 مايو 1768 في فرامينغهام في الولايات المتحدة، وتوفي في 23 فبراير 1836 في ألباني في الولايات المتحدة.